# Verrucachernes sublaevis
Verrucachernes sublaevis är en spindeldjursart som beskrevs av Beier 1965. Verrucachernes sublaevis ingår i släktet Verrucachernes och familjen blindklokrypare. Inga underarter finns listade i Catalogue of Life.